# Койпер, Джерард Петер
Дже́рард Пе́тер Ко́йпер (англ. Gerard Peter Kuiper, нидерл. Gerrit Pieter Kuiper, 7 декабря 1905 — 23 декабря 1973) — нидерландский и американский (с 1933 года) астроном. 
Член Национальной академии наук США (1950), член Нидерландской королевской академии наук.

## Достижения
С 1935 по 1937 года работал в Гарвардской обсерватории. Преподавая в Чикагском университете, был руководителем диссертации Карла Сагана. Открыл спутники Урана — Миранду (1948), Нептуна — Нереиду (1949), углекислый газ в атмосфере Марса, атмосферу у спутника Сатурна — Титана. Известен также попытками определить диаметр Плутона, сравнивая его телескопическое изображение с искусственными дисками. Составил несколько детальных атласов фотографий Луны. Выявил много двойных звёзд и белых карликов. Именем Койпера назван пояс из каменно-ледяных тел за орбитой Нептуна, несмотря на то что Койпер отрицал саму возможность существования такого пояса, а его существование было доказано в 1980 году уругвайским астрономом Хулио Анхель Фернандесом. Также в его честь названы астероид (1776 Койпер) и кратеры на Луне, Марсе и Меркурии.

## Премия Койпера
Ежегодно Отдел планетарных наук Американского астрономического общества вручает премию Койпера за значительные достижения в планетологии.